# Schlierbach (Schaafheim)

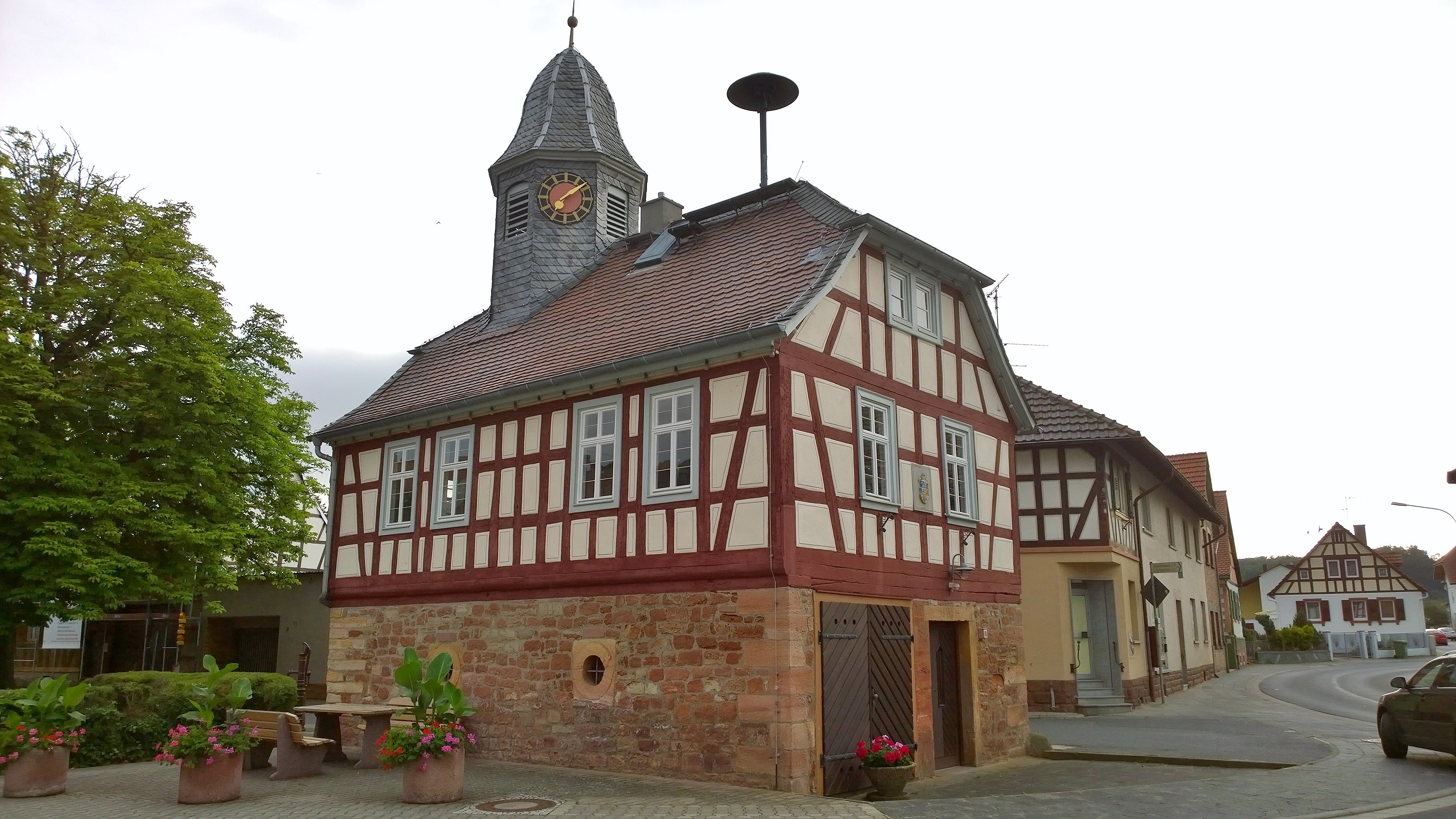
Das Rathaus von Schlierbach, zur Hauptstraße weisend (im Bild rechts) die alte Siegelbilddarstellung

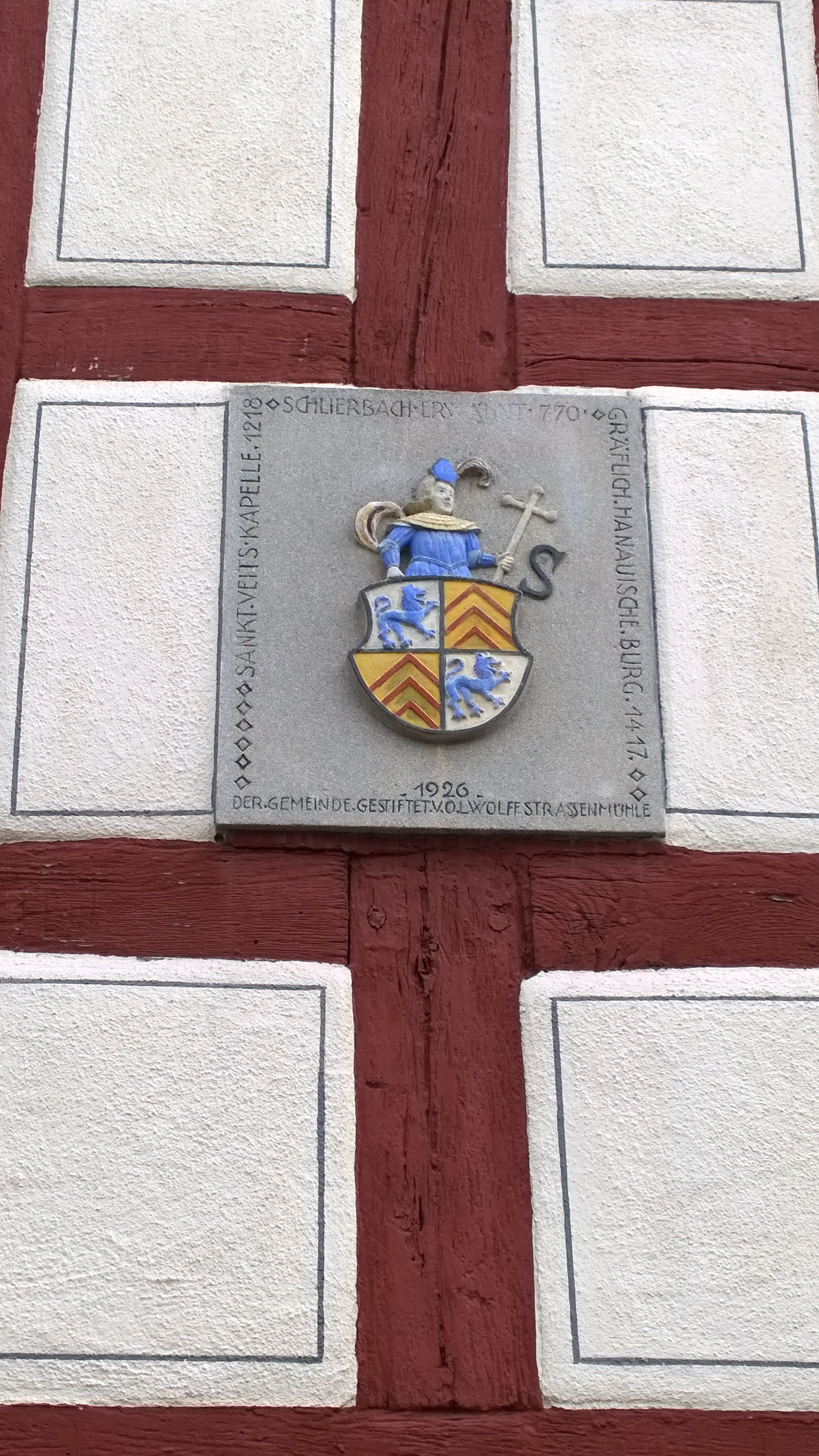
Das Siegelbild (verbaut 1926), dargestellt am Fachwerk im Obergeschoss des Rathauses

Schlierbach ist ein Ortsteil der Gemeinde Schaafheim im südhessischen Landkreis Darmstadt-Dieburg.

## Geographische Lage
Das Dorf Schlierbach liegt 168 m über NN, ca. 10 km nordöstlich von Dieburg, am nördlichen Rand des Odenwaldes. Durch den Ort fließt der gleichnamige Bach, der Voraussetzung für die drei Mühlen in Schlierbach war. Der Ortsteil Schlierbach besteht aus der Gemarkung Schlierbach. in ihr liegt der Siedlungsplatz Straßenmühle.

## Geschichte

### Frühgeschichte und Ersterwähnung
In der Schlierbacher Gemarkung verläuft die „Hohe Straße“. Schon für die urgeschichtliche und römische Zeit ist deshalb davon auszugehen, dass die Gegend besiedelt war. Die älteste erhaltene Erwähnung von Schlierbach stammt aus dem Jahr 770 und findet sich im Lorscher Codex des Klosters Lorsch. Das ist eine der ältesten Erwähnungen eines Ortes in der Region.

### Ortsname
Der Ortsname Schlierbach kommt vom althochdeutschen Wort „Sliere“. Es bedeutet lehmig. Führt der Schlierbach viel Wasser, dann ist es auch heute noch stark eingetrübt. In den historischen Dokumenten ist der Ort im Laufe der Jahrhunderte unter wechselnden Ortsnamen belegt:
| Slierbach (770)          | Slirbach (1429)          |
| Slirbach (1122)          | Sleerbach (1457)         |
| Slirbach (1267)          | Schlierbach (1490, 1528) |
| Slierbach (1276)         | Schryllbach (1543)       |
| superior slerbach (1299) | Schlirpach (1577)        |
| Slierbach (1353)         |                          |

### Herrschafts- und Verwaltungsgeschichte
Schlierbach besaß eine Burg der Herren von Hanau, mehrfach erwähnt zwischen 1393 und 1506 in Zusammenhang mit Mannlehen und Weinzehnten um die Burg, die wahrscheinlich nur ein Festes Haus war. Deren ehemaliger Standort liegt heute allerdings vermutlich auf der Gemarkung von Langstadt, einen Kilometer östlich von Langstadt und einen Kilometer nördlich von Schlierbach.
Schlierbach zählte im späten Mittelalter zum Kondominat Umstadt, einem Kondominat zwischen der Kurpfalz und der Herrschaft Hanau, später Grafschaft Hanau und dann der Grafschaft Hanau-Lichtenberg. Daraus lässt sich schließen, dass es zunächst zum Kloster Fulda gehörte. Als Konrad IV. von Hanau sich 1373 für seine Wahl zum Fürstabt des Klosters hoch verschulden musste, hatte das gleich nach seinem Regierungsantritt die Konsequenz, dass er versuchte, die eingegangenen Schulden aus dem Reichsstift Fulda zu refinanzieren. Schon 1374 verpfändet er deshalb Klosterbesitz im Bereich der Burg Otzberg und von Umstadt für 23.875 Gulden an seinen Neffen, Ulrich IV. von Hanau. Kurfürst Ruprecht I. von der Pfalz erwarb 1390 von der Abtei Fulda deren Auslösungsrecht für das Pfand gegenüber Hanau, soweit es das Amt Umstadt betraf, zur Hälfte. 1521 schied Hanau aus dem so entstandenen Kondominat aus und erhielt dafür unter anderem das Dorf Schlierbach insgesamt. Es gliederte Schlierbach seinem Amt Babenhausen ein.
Grundbesitz im Ort hatten ferner die Grafen von Wertheim, die Herren von Karben, die Gayling von Altheim, die von Düdelsheim, die von Wasen, die von Rodenstein und die Pfarrei Babenhausen.
Nach dem Tod des letzten Hanauer Grafen, Johann Reinhard III., 1736, erbte Landgraf Friedrich I. von Hessen-Kassel aufgrund eines Erbvertrages aus dem Jahr 1643 die Grafschaft Hanau-Münzenberg. Aufgrund der Intestaterbfolge fiel die Grafschaft Hanau-Lichtenberg an den Sohn der einzigen Tochter von Johann Reinhard III., Landgraf Ludwig IX. von Hessen-Darmstadt. Umstritten zwischen den beiden Erben war die Zugehörigkeit des Amtes Babenhausen und seiner Dörfer zu Hanau-Münzenberg oder zu Hanau-Lichtenberg. Es kam fast zu einer kriegerischen Auseinandersetzung, als die beiden Hessen versuchten, das Amt Babenhausen besetzten, so auch Schlierbach, das von Hessen-Darmstadt okkupiert wurde. Die Auseinandersetzung konnte erst nach einem langjährigen Rechtsstreit vor den höchsten Reichsgerichten 1771 mit einem Vergleich beendet werden, dem so genannten Partifikationsrezess. Schlierbach wurde darin Hessen-Darmstadt endgültig zugesprochen. Hessen-Darmstadt gliederte es seinem neu gebildeten Amt Schaafheim ein. Diese Zuordnung blieb auch bestehen, als aus der Landgrafschaft das Großherzogtum Hessen wurde.
Die Statistisch-topographisch-historische Beschreibung des Großherzogthums Hessen berichtet 1829 über Schlierbach:

„Schlierbach (L. Bez. Dieburg) luth. Filialdorf; liegt 2 1⁄2 St. von Dieburg und 1 1⁄2 St. von Umstadt, und hat 67 Häuser und 380 Einw., die bis auf 1 Reform., 1 Kath. und 3 Juden lutherisch sind. Man findet 3 Mühlen, und in der Nähe am Wege von Höchst nach Babenhausen Grabhügel, deren römischer oder teutscher Ursprung aber ungewiß ist. – Der Ort erscheint schon 770; er hatte seine eigene Kapelle, die sammt Kirchsatz 1218 den hier stark begüterten Grafen von Wertheim zustand. Der Kirchsatz kam 1218 durch Schenkung an den Johanniter-Convent zu Moßbach und später an Hanau. Schlierbach wurde 1521 vom Grafen Philipp III. von Hanau seiner Herrschaft Babenhausen einverleibt. Nach dem Ausgang der Hanau-Lichtenbergischen Linie 1736 kam der Ort mit andern durch die Vergleiche von 1762 und 1771 an Hessen-Darmstadt. Schlierbach hatte ehemals eine eigene Kapelle; auch stand in der Nähe des Orts früher eine Burg.“

Zum 31. Dezember 1971 kam die bis dahin selbstständige Gemeinde Schlierbach im Zuge der Gebietsreform in Hessen auf freiwilliger Basis als Ortsteil zur Gemeinde Schaafheim. Für Schlierbach sowie für die übrigen nach Schaafheim eingemeindeten Orte wurden Ortsbezirke gebildet.

### Verwaltungsgeschichte im Überblick
Die folgende Liste zeigt die Staaten und Verwaltungseinheiten, denen Schlierbach angehört(e):
- 1267: Bachgau
- vor 1521: Heiliges Römisches Reich, Zent Umstadt
- ab 1521: Heiliges Römisches Reich, Grafschaft Hanau-Lichtenberg, Amt Babenhausen
- 1736–1773: Strittig zwischen Landgrafschaft Hessen-Darmstadt und Landgrafschaft Hessen-Kassel
- ab 1773: Heiliges Römisches Reich, Landgrafschaft Hessen-Darmstadt (durch Vergleich mit Landgrafschaft Hessen-Kassel), Amt Schaafheim
- ab 1803: Heiliges Römisches Reich, Landgrafschaft Hessen-Darmstadt, Fürstentum Starkenburg, Amt Schaafheim
- ab 1806: Großherzogtum Hessen,[Anm. 2] Fürstentum Starkenburg, Amt Schaafheim[12]
- ab 1815: Großherzogtum Hessen[Anm. 3], Provinz Starkenburg, Amt Schaafheim
- ab 1821: Großherzogtum Hessen, Provinz Starkenburg, Landratsbezirk Dieburg[Anm. 4]
- ab 1832: Großherzogtum Hessen, Provinz Starkenburg, Kreis Dieburg
- ab 1848: Großherzogtum Hessen, Regierungsbezirk Dieburg
- ab 1852: Großherzogtum Hessen, Provinz Starkenburg, Kreis Dieburg
- ab 1871: Deutsches Reich, Großherzogtum Hessen, Provinz Starkenburg, Kreis Dieburg
- ab 1918: Deutsches Reich (Weimarer Republik), Volksstaat Hessen, Provinz Starkenburg, Kreis Dieburg
- ab 1938: Deutsches Reich, Volksstaat Hessen, Landkreis Dieburg[13][Anm. 5]
- ab 1945: Deutsches Reich, Amerikanische Besatzungszone,[Anm. 6] Groß-Hessen, Regierungsbezirk Darmstadt, Landkreis Dieburg
- ab 1946: Deutsches Reich, Amerikanische Besatzungszone, Hessen, Regierungsbezirk Darmstadt Landkreis Dieburg
- ab 1949: Bundesrepublik Deutschland, Land Hessen, Regierungsbezirk Darmstadt, Landkreis Dieburg
- ab 1972: Bundesrepublik Deutschland, Land Hessen, Regierungsbezirk Darmstadt, Landkreis Darmstadt-Dieburg, Gemeinde Schaafheim[Anm. 7]
- ab 1977: Bundesrepublik Deutschland, Land Hessen, Regierungsbezirk Darmstadt, Landkreis Darmstadt-Dieburg, Gemeinde Schaafheim

### Gerichte
Die zuständige Gerichtsbarkeit der ersten Instanz war:
- Zentgericht Oberramstadt
- ab 1821: Landgericht Umstadt
- ab 1879: Amtsgericht Groß-Umstadt
- ab 1970: Amtsgericht Dieburg

### Wappenvorschlag und Siegelbild
Blasonierung: „In Silber mit rotem Bord ein schwarzer Löwe, der ein rotes Kreuz in den Pranken hält.“
Ein Gerichtssiegel des 16. Jahrhunderts zeigt über dem Hanau-Lichtenberger Schild als Schildhalterin eine unzweifelhaft weibliche Heilige mit langem wehenden Haar, ein Kreuz in der Rechten, links neben ihr der Buchstabe S. Die Umschrift ist verderbt, Schlierbach jedoch noch sicher zu entziffern. Diesem Siegelstempel ist ein zweiter des 17. Jahrhunderts nachgeschnitten mit gleichem Bild und gleichverderbter Umschrift. Da der Hanau-Lichtenberger Schild nicht als Schlierbacher Ortswappen verwendet werden kann, die Heilige nicht sicher zu bestimmen (jedenfalls nicht mit dem Titelheiligen der Schlierbacher Kapelle, Sankt Veit, identisch) ist, wird vorgeschlagen, den Löwen aus dem Hanau-Lichtenberger Schild mit dem Kreuzattribut der Heiligen in obiger Weise zu einem Ortswappen zu vereinigen.
| Siegelbild und Wappenvorschlag | Siegelbild und Wappenvorschlag |
| ------------------------------ | ------------------------------ |
| Siegelbild                     | Wappenvorschlag                |

### Wirtschaftsgeschichte
Um 1350 ist eine Mühle in Schlierbach belegt. Noch Anfang des 20. Jahrhunderts sind die Untermühle am Nord- und die Obermühle am Südrand des Dorfes vorhanden. Als dritte Mühle bestand die Straßenmühle einen Kilometer nordwestlich des Ortes.

## Bevölkerung

### Einwohnerstruktur 2011
Nach den Erhebungen des Zensus 2011 lebten am Stichtag dem 9. Mai 2011 in Schlierbach 642 Einwohner. Darunter waren 36 (5,6 %) Ausländer. Nach dem Lebensalter waren 108 Einwohner unter 18 Jahren, 285 waren zwischen 18 und 49, 150 zwischen 50 und 64 und 99 Einwohner waren älter. Die Einwohner lebten in 261 Haushalten. Davon waren 63 Singlehaushalte, 72 Paare ohne Kinder und 99 Paare mit Kindern, sowie 24 Alleinerziehende und 3 Wohngemeinschaften.

### Einwohnerentwicklung
| • 1806: | 332 Einwohner, 60 Häuser |
| • 1829: | 380 Einwohner, 67 Häuser |
| • 1867: | 378 Einwohner, 67 Häuser |

| Schaafheim: Einwohnerzahlen von 1806 bis 2017 | Schaafheim: Einwohnerzahlen von 1806 bis 2017 | Schaafheim: Einwohnerzahlen von 1806 bis 2017 | Schaafheim: Einwohnerzahlen von 1806 bis 2017 | Schaafheim: Einwohnerzahlen von 1806 bis 2017 |
| --- | --------------------------------------------- | --------------------------------------------- | --------------------------------------------- | --------------------------------------------- |
| Jahr |                                               |                                               |                                               | Einwohner                                     |
| 1806 | 1806                                          |                                               | 332                                           | 332                                           |
| 1829 | 1829                                          |                                               | 380                                           | 380                                           |
| 1834 | 1834                                          |                                               | 399                                           | 399                                           |
| 1840 | 1840                                          |                                               | 372                                           | 372                                           |
| 1846 | 1846                                          |                                               | 405                                           | 405                                           |
| 1852 | 1852                                          |                                               | 357                                           | 357                                           |
| 1858 | 1858                                          |                                               | 391                                           | 391                                           |
| 1864 | 1864                                          |                                               | 388                                           | 388                                           |
| 1871 | 1871                                          |                                               | 363                                           | 363                                           |
| 1875 | 1875                                          |                                               | 356                                           | 356                                           |
| 1885 | 1885                                          |                                               | 366                                           | 366                                           |
| 1895 | 1895                                          |                                               | 379                                           | 379                                           |
| 1905 | 1905                                          |                                               | 329                                           | 329                                           |
| 1910 | 1910                                          |                                               | 340                                           | 340                                           |
| 1925 | 1925                                          |                                               | 340                                           | 340                                           |
| 1939 | 1939                                          |                                               | 308                                           | 308                                           |
| 1946 | 1946                                          |                                               | 506                                           | 506                                           |
| 1950 | 1950                                          |                                               | 505                                           | 505                                           |
| 1956 | 1956                                          |                                               | 424                                           | 424                                           |
| 1961 | 1961                                          |                                               | 427                                           | 427                                           |
| 1967 | 1967                                          |                                               | 436                                           | 436                                           |
| 1970 | 1970                                          |                                               | 446                                           | 446                                           |
| 1990 | 1990                                          |                                               | ?                                             | ?                                             |
| 2000 | 2000                                          |                                               | ?                                             | ?                                             |
| 2007 | 2007                                          |                                               | 652                                           | 652                                           |
| 2011 | 2011                                          |                                               | 642                                           | 642                                           |
| 2017 | 2017                                          |                                               | 607                                           | 607                                           |
| Datenquelle: Historisches Gemeindeverzeichnis für Hessen: Die Bevölkerung der Gemeinden 1834 bis 1967. Wiesbaden: Hessisches Statistisches Landesamt, 1968. Weitere Quellen: LAGIS; Zensus 2011; nach 2011 Gemeinde Schaafheim |                                               |                                               |                                               |                                               |

## Religion

### Kirchengeschichte

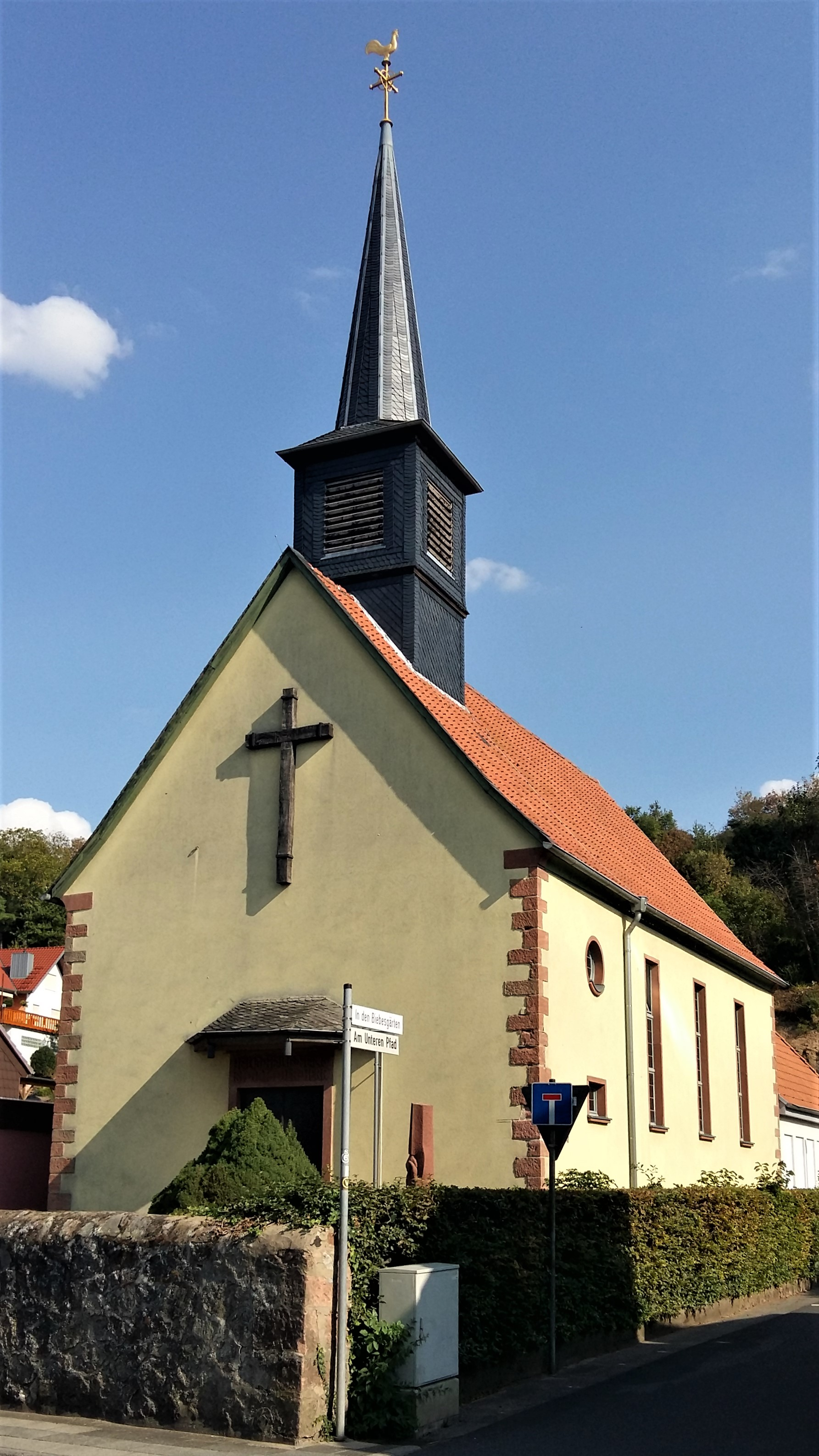
Kirche Schaafheim-Schlierbach 2018

Im Jahr 1218 schenkte der Wertheimer Graf Boppo die St.-Veits-Kapelle und deren Kirchenpatronat in Schlierbach dem Johanniterorden, der im nahen Mosbach eine Kommende unterhielten. Mutterkirche der Kapelle war die Kirche in Schaafsheim. Kirchliche Mittelbehörde war das Archidiakonat St. Peter und Alexander in Aschaffenburg, Landkapitel Montat. Mit der Reformation in der Grafschaft Hanau-Lichtenberg wurde der Ort lutherisch. 1810 wurde – unter Verwendung von Mauern der mittelalterlichen Kirche – das Gebäude in klassizistischen Formen neu errichtet.

### Historische  Religionszugehörigkeit
| • 1829: | 13 lutheranische (= 5,16 %), 238 reformierte (= 94,44 %) und ein katholischer (= 0,40 %) Einwohner |
| • 1961: | 377 evangelische (= 88,29 %) und 50 (= 11,71 %) katholische Einwohner                              |

## Politik
Für Schlierbach besteht ein Ortsbezirk (Gebiete der ehemaligen Gemeinde Schlierbach) mit Ortsbeirat und Ortsvorsteher nach der Hessischen Gemeindeordnung. Der Ortsbeirat besteht aus sieben Mitgliedern. Bei den Kommunalwahlen in Hessen 2021 betrug die Wahlbeteiligung zum Ortsbeirat 65,83 %. Dabei wurden gewählt: ein Mitglied der CDU und des Bündnis 90/Die Grünen sowie drei Mitglieder „Freien Wählergemeinschaft Schafheim“ (FWG) und zwei Mitglieder der SPD. Der Ortsbeirat wählte Reinhard Selzer (FWG) zum Ortsvorsteher.

## Kultur und Sehenswürdigkeiten

### Vereine
Das Vereinsleben spielt sich überwiegend beim FSV Schlierbach, dem Gesangverein Liederkranz Schlierbach, der Freiwilligen Feuerwehr Schlierbach und der im Frühjahr 2006 gegründeten Interessengemeinschaft Schlierbach ab.

### Regelmäßige Veranstaltungen
- August: Kerb[19]

### Natur und Schutzgebiete
In der Gemarkung von Schlierbach liegt ein Teil des Naturschutzgebietes „Buchertsgräben bei Schlierbach“, ein reich strukturiertes Waldgebiet mit Löss-Schluchten und Resten von Halbtrockenrasen mit schützenswerten Pflanzen- und Tierarten.